# 石巻市立湊中学校
石巻市立湊中学校(いしのまきしりつみなとちゅうがっこう、英: Ishinomaki municipal - Minato Junior High School)は、宮城県石巻市にある公立中学校。

## 沿革
- 1947年（昭和22年）4月1日 - 創立[1]
- 2020年（令和2年）3月　- 新型コロナウイルス感染症の世界的流行を受けて5月6日まで休校[2]

## 学区
石巻市立湊中学校の学区は以下の通りである。
- 八幡町1丁目・2丁目
- 不動町1丁目・2丁目
- 湊町1丁目・2丁目・3丁目・4丁目
- 吉野町1丁目・2丁目・3丁目
- 川口町1丁目・3丁目
- 大門町3丁目
- 明神町1丁目・2丁目
- 魚町1丁目・2丁目・3丁目
- 松並1丁目・2丁目
- 緑町1丁目・2丁目
- 伊原津1丁目・2丁目
- 湊西1丁目・2丁目・3丁目
- 湊東1丁目・2丁目・3丁目
- 湊字
  - 鳥井崎
  - 不動沢
  - 葛和田
  - 藤巻
  - 田町
  - 町裏山
  - 葛和田山
  - 不動沢山
  - 館山
  - 御所入
  - 御所入山
  - 草刈山
  - 大門崎山
  - 滝尻
  - 須賀松
  - 根上り松
  - 伊原津
  - 大門崎
  - 一里塚
  - 牧山
  - 隠里山
  - 筒場
  - 鹿妻山（1番地を除く。）
- 渡波長浜

## 校訓
自主・友愛・健康 

## 近辺

### 公共施設
- 石巻市東学校給食センター
- 石巻湊郵便局
- 伊原津簡易郵便局
- 七十七銀行渡波支店
- 日和大橋
- 網地島ライン

### 自然
- 牧山
- 旧北上川

### 道路
- 国道398号線
- 宮城県道240号石巻女川線
- 牧山道路

### 教育施設
- 石巻市立湊小学校
- 石巻市立湊こども園